# Briežuciema pagasts
Briežuciema pagasts er en territorial enhed i Balvu novads i Letland. Pagasten etableredes i 1945, havde 642 indbyggere i 2010 og 546 indbyggere i 2016 og omfatter et areal på 83,55 kvadratkilometer. Hovedbyen i pagasten er Briežuciems.